# 7391 Strouhal
A 7391 Strouhal (ideiglenes jelöléssel 1983 VS1) a Naprendszer kisbolygóövében található aszteroida. Antonín Mrkos fedezte fel 1983. november 8-án.